# Monique Paccolat
Monique Paccolat (* 12. Februar 1954, Collonges, Kt. Wallis) ist eine Schweizer Politikerin (CVP), ehemalige Nationalrätin und erste Präsidentin des Grossen Rats des Kantons Wallis (Landeshauptfrau).

## Leben
Als Tochter eines Landwirts kam Monique Paccolat am 12. Februar 1954 in Collonges (VS) zur Welt. Nach der Schule besuchte sie 1972 das Lehrerinnenseminar in Sitten und arbeitete anschliessend als Lehrerin an Primarschulen in Collonges und Monthey. Sie widmete sich einige Jahre dem Unterrichten, bevor sie ein Studium an der Universität Lausanne aufnahm. Dieses Studium schloss sie mit einem Lizentiat in Sozialwissenschaften und pädagogischer Psychologie ab. Von 1982 bis 1987 arbeitete Paccolat als Leiterin des Ausbildungsdienstes bei der Migros Wallis. Ab 1988 war sie als Direktorin des Beratungsunternehmens Montagne Plus AG tätig. Ab 2002 arbeitete die Walliserin als "Leiterin Soziale Aufgaben Schweiz" für die Caritas Schweiz und nahm in dieser Position auch in der Geschäftsleitung Einsitz.

## Politik
Monique Paccolat war 23 Jahre alt, als sie 1977 als frisch gewählte Ersatzkandidatin vor dem Grossen Rat vereidigt wurde. Sie war die einzige Frau, die sich bei diesen kantonalen Wahlen aufstellen liess. Nur vier Jahre später wurde sie 1981 in den Grossen Rat gewählt. In ihrem Amt als Grossrätin setzte sie sich unter anderem für Frauenfragen ein. Am 12. Mai 1986 wurde Paccolat im Alter von 32 Jahren zur ersten Präsidentin des Walliser Grossen Rats gewählt. Dies mit 114 Stimmen, bei zehn leeren Stimmzetteln und einer ungültigen Stimmabgabe.
1987 schaffte Paccolat den Sprung in den Nationalrat und verblieb bis 1991 als Mitglied der CVP-Fraktion in diesem Amt.